# Eva Malling
Eva Malling (født 1974) er en dansk kontrabassist, der er uddannet hos Niels-Henning Ørsted Pedersen på Rytmisk Musikkonservatorium i 2002. Malling har især spillet jazz, men også medvirket i en række teaterkoncerter.
Hun var en af modtagerne af Sonnings Legat for unge musikere i 2001, hvilket muliggjorde yderligere studier på Musikhøjskolen Hanns Eisler i Berlin.
Privat har Eva Malling i nogle år dannet par med skuespilleren Lars Bom.